# Adeo
Adeo S.A. (do 2007 roku Groupe Leroy Merlin) jest spółką holdingową trzeciej co do wielkości grupy na świecie w sprzedaży towarów konsumpcyjnych do majsterkowania i dekoracji.
Adeo, które jest częścią Stowarzyszenia Rodziny Mulliez, jest spółką-matką marki Leroy Merlin. Grupa obsługuje również średniej wielkości marki DIY, takie jak Weldom, Bricocenter, Zodio czy Bricoman, marka specjalizująca się w sprzedaży dla firm budowlanych.

## Historia
Pod koniec I wojny światowej Adolphe Leroy senior zaczął kupować i odsprzedawać nadwyżki amerykańskich akcji. W 1923 r. syn Adolphe poślubił Rose Merlin i otworzyli sklep w Nœux-les-Mines o nazwie „Au stock américain”, gdzie sprzedawał materiały budowlane, a nawet domy w formie zestawów. W 1947 r. otwarto trzy nowe sklepy na północy, a w 1960 r. grupa została przemianowana na „Leroy Merlin”. Pod koniec lat 70. sieć liczyła 33 sklepy.
W 1979 r. rodzina Mulliez weszła do marki Leroy Merlin. W 1989 r. utworzono w Hiszpanii grupę Leroy Merlin.
W 1994 r. grupa kupiła Bricomana w Belgii od grupy Louis Delhaize. Marka została następnie wprowadzona do Francji w 1999 r. Grupa opuściła rynek belgijski w 2003 r. i sprzedała sklepy holenderskiej grupie Vendex KBB.
W 2007 r. grupa Mulliez zmieniła nazwę grupy Leroy Merlin na Adeo, aby uniknąć pomyłek tylko z jedną z jej marek (Leroy Merlin).
W 2003 r. grupa kupiła hiszpańskie i portugalskie sklepy Aki, a w 2005 r. Weldom i Bricocenter.
W 2008 r. Leroy Merlin kupił w Polsce Williama Obrista za 45 mln euro.
W tym samym roku Leroy Merlin kupił Castorama Italy (31 sklepów) od brytyjskiej grupy Kingfisher za kwotę 615 mln euro. Po uzyskaniu zgody urzędów ds. konkurencji grupa Adeo przeniosła 60 sklepów Castorama we Włoszech pod markę Leroy Merlin (większe) i Bricocenter (mniejsze). Proces ten zakończył się w pierwszej połowie 2011 r.
W czerwcu 2012 grupa Adéo kupuje witrynę Delamaison.fr, która specjalizuje się w meblach.
W październiku 2014 grupa Adeo nabywa Quotatis, stronę internetową umożliwiającą kontakt z rzemieślnikami; platforma jest również obecna w Wielkiej Brytanii i Hiszpanii.
W listopadzie 2015 Adeo ogłasza przejęcie Tikamoon, witryny handlującej meblami.
Pod koniec września 2020 r. Adeo sprzedało 42 sklepów w ramach rebalancingu. Przedmiotowe sklepy znajdują się we Francji, Hiszpanii i Portugalii i należą do marek Leroy Merlin, Bricoman i Bricomart.

## Marki
Adeo poprzez 900 punktów sprzedaży łączy różne marki obecne w 20 krajach:
- Leroy Merlin: market budowlany z siedzibą we Francji, Hiszpanii, Portugalii, Włoszech, Polsce, Rosji, Ukrainie (od 2010), Chinach, Brazylii, Grecji, Cyprze i Rumunii (od 2011).
- Bricoman: duży market budowlany dla osób prywatnych i profesjonalistów, obecny we Francji, Hiszpanii, Polsce i we Włoszech;
- Weldom(inne języki): małe i średnie sklepy DIY. Obecny we Francji, z siecią niezależnych i zintegrowanych sklepów;
- Bricocenter(inne języki): przeciętny market budowlany we Włoszech;
- Zodio: zastawa stołowa i dekoracje[15], z obrotem 73 mln. EUR w 2014 r. przy zatrudnieniu 519 pracowników[16] dla czternastu sklepów w 2016 r.[17];
- Kbane: specjalizuje się w zrównoważonych rozwiązaniach mieszkaniowych i nowych źródłach energii;
- Décoclico.fr: witryna sprzedawcy poświęcona domowi;
- LightOnline.com: witryna sprzedawcy specjalizująca się w oświetleniu;

- Alice Delicia: marka kulinarna we Francji.

## Pozycja
We Francji Adeo jest wiodącym graczem w sektorze DIY i centrów ogrodniczych z 44% udziałem w rynku w 2019 roku, wyprzedzając grupę Kingfisher (marki Castorama i Brico Dépôt, 34%), grupę Mr Bricolage (8%), Grupę Muszkieterów (4%), Brico Leclerc (3%), Cofaq (2%) i Entrepôt du Bricolage (2%).